# Jörg Modlmayr
Jörg Modlmayr (* 26. August 1905 in Massenhausen; † 10. Dezember 1963 in Hopfen am See) war ein bayerischer Heimatdichter und Lyriker.

## Leben und Werk
Jörg Modlmayr war Sohn von Josef und Rosalia Modlmayr, die einen großen Bauernhof in Massenhausen bei Neufahrn besaßen. Aufgrund seiner Begabung wurde ihm der Besuch des Dom-Gymnasiums Freising ermöglicht. Während der Schulzeit trat er der katholischen Jugendbewegung Quickborn bei. Entgegen dem Willen der Eltern, die eine Priesterlaufbahn für ihn vorgesehen hatten, studierte er von 1927 bis 1932 neue Sprachen in München und Paris.
Nach seinem Studium arbeitete zunächst als Praktikant und Privatlehrer, danach von 1934 bis zu seinem Tod als Lehrer für Englisch und Deutsch an der Oberrealschule Füssen. Zum 1. Mai 1933 trat er der NSDAP bei (Mitgliedsnummer 1.928.299). 1935 heiratete er Margaretha Pomeyer, mit der er drei Kinder hatte, darunter Hans-Jörg Modlmayr, der später ebenfalls Schriftsteller wurde. Im selben Jahr veröffentlichte er seinen ersten Roman Andreas, der von seiner Kindheit handelt.
Im Zweiten Weltkrieg war er als Dolmetscher der Deutschen Wehrmacht in Italien stationiert. Nach Kriegsende wurde er als aktives NSDAP-Mitglied eingestuft, da er bei seiner Bewerbung als Lehrer in Füssen zur Erhöhung seiner Einstellungschancen angegeben hatte, er habe bereits in seiner Zeit in Paris nationalsozialistische Flugblätter verteilt. Er wurde ein Jahr im amerikanischen Camp 71 in Ludwigsburg-Aldingen interniert. In seiner Zeit in Italien und im Internierungslager führte er Tagebücher, die später veröffentlicht wurden.
1958 zog die Familie von Füssen ins nahe gelegene Hopfen am See. Themen von Modlmayrs Romanen sind Familiengeschichten, einige davon wurden als Fortsetzungsromane in Zeitungen abgedruckt. In seinen Gedichten geht es unter anderem um religiöse Themen und die Schönheit der Füssener Voralpenlandschaft. Er schrieb auch ein Buch über Erziehungsgrundsätze eines Lehrers, das postum veröffentlicht wurde. 1963 erlitt Modlmayr während des Schulunterrichts einen Herzinfarkt und starb wenige Tage später.

## Werke
- Kleine Landschaft. Gedichte. Erwin Natterer, München 1934.
- Andreas. Roman. Bergstadtverlag Korn, Breslau 1935.
- Zwischen Himmel, Fluß und Auen: Gedichte. Bergstadtverlag Korn, München 1957.
- Tore zum Licht. Karlsruher Bote, München 1963 (40 Sonette mit Original-Linolschnitten von Fritz Möser).
- Habe Mut, Mut zur Nachsicht. Erziehungs-Grundsätze eines Lehrers. Edition Margaretha Modlmayr, Hopfen am See 1965.
- Internierten-Tagebuch. Gest. 10. Dezember 1963. 1945–1946. Ein Jahr im Fegefeuer. Hrsg.: Margaretha Modlmayr. Edition Margaretha Modlmayr, Hopfen am See 1983.

## Auszeichnungen
- Allgäuer Literaturpreis (1957)[7]